# Lloret ratpenat de les Sangihe
El lloret ratpenat de les Sangihe (Loriculus catamene) és una espècie d'ocell de la família dels psitàcids que habita boscos clars i ciutats de l'illa de Sangihe, al nord de Sulawesi.